# Озджан, Дженк
Дженк Озджан (тур. Cenk Özcan; род. 25 апреля 1974 года, Стамбул, Турция) — турецкий футбольный тренер.

## Биография
Начинал свою тренерскую карьеру в юношеских коллективах. В первое время был помощником Абдуллаха Авджи во второй команде «Галатасарая» и юношеской сборной Турции.
Затем входил в тренерские штабы ряда турецких клубов. Являлся ассистентом наставника молодежной сборной Турции и английского «Фулхэма».
Некоторое время Озджан занимался административной работой. Так, в 2015 году он работал директором по развитию азербайджанского «Шамкир». Вскоре специалист вернулся к тренерской деятельности.
В августе 2018 года Дженк Озджан начал самостоятельную карьеру, сменив Адъяма Кузяева на посту главного тренера эстонского клуба Премиум-Лиги «Нарва-Транс». С командой он финишировал на четвертом месте в таблице. По окончании сезона специалист по семейным обстоятельствам покинул клуб. В декабре 2019 года тренер вернулся на пост наставника нарвитян. Он подписал с клубом контракт по схеме 1+1, который вступает в силу с января 2020 года. Второй приход в команду специалиста оказался провальным. По итогам первого круга нарвитяне не одержали ни одной победы и уверенно замыкали турнирную таблицу. 19 июня руководство клуба расторгло контракт с тренерским штабом Озджана.